# Steve Bégin
Joseph Denis Stéphan „Steve“ Bégin (* 14. Juni 1978 in Trois-Rivières, Québec) ist ein ehemaliger kanadischer Eishockeyspieler und -trainer, der im Verlauf seiner aktiven Karriere zwischen 1995 und 2012 unter anderem 560 Spiele für die Calgary Flames, Canadiens de Montréal, Dallas Stars, Boston Bruins und Nashville Predators in der National Hockey League auf der Position des Centers bestritten hat.

## Karriere

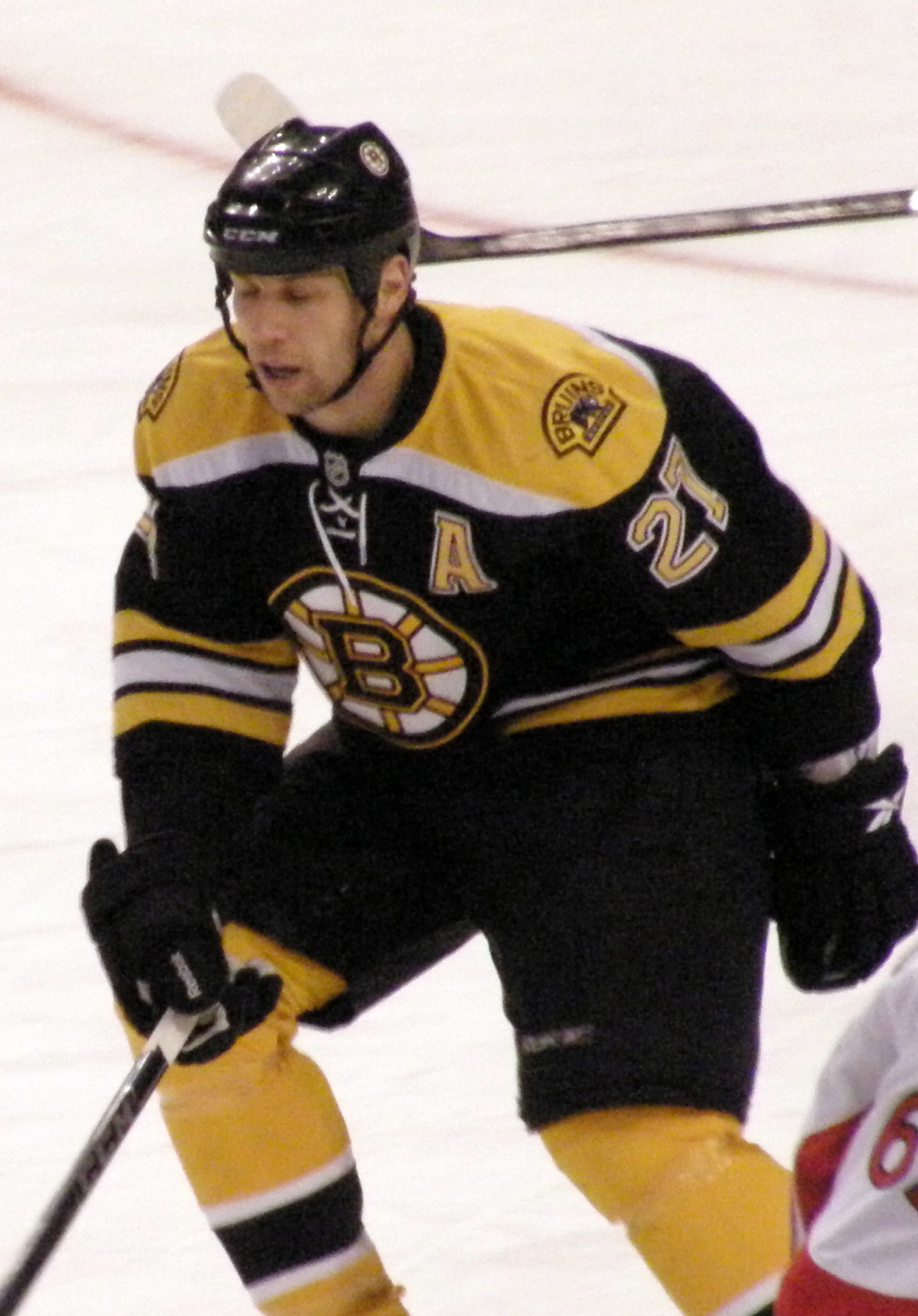
Bégin im Trikot der Boston Bruins

Steve Bégin begann seine Karriere als Eishockeyspieler bei den Foreurs de Val-d’Or, für die er von 1995 bis 1998 in der Ligue de hockey junior majeur du Québec aktiv war und mit denen er 1998 den Coupe du Président gewann. In dieser Zeit wurde er im NHL Entry Draft 1996 in der zweiten Runde als insgesamt 40. Spieler von den Calgary Flames ausgewählt, für die er am Ende der Saison 1997/98 sein Debüt in der National Hockey League gab.
Mit Calgarys Farmteam, den Saint John Flames aus der American Hockey League, gewann Bégin in der Saison 2000/01 den Calder Cup und wurde mit der Jack A. Butterfield Trophy als wertvollster Spieler der Playoffs ausgezeichnet. Nach fünf Jahren in Calgary wurde Bégin am 3. Juli 2003 zusammen mit Chris Drury im Tausch für Steven Reinprecht und Rhett Warrener an die Buffalo Sabres abgegeben, allerdings bereits vor Saisonbeginn von den Canadiens de Montréal verpflichtet, für die er die folgenden fünfeinhalb Jahre spielte. Die einzige Ausnahme war die Saison 2004/05, als der Kanadier während des Lockouts für deren Farmteam, die Hamilton Bulldogs in der AHL auflief.
Ab Ende Februar 2009 stand Bégin beim NHL-Klub Dallas Stars unter Vertrag, die ihn im Tausch für Doug Janik verpflichtet hatten. Im Juli 2009 wurde Bégin von den Boston Bruins unter Vertrag genommen, erhielt aber 2010 keine Vertragsverlängerung. Aufgrund einer Verletzung fand er zunächst keinen neuen Club, bevor ihn die Nashville Predators Mitte Oktober verpflichteten. Nachdem der Kanadier die Saison 2011/12 verletzungsbedingt vom Spielbetrieb ausgesetzt hatte, wurde er nach einer erfolgreichen Probezeit im Januar 2013 von seinem Ex-Team Calgary Flames verpflichtet. Dort beendete der Stürmer die Spielzeit und erhielt in der Folge einen Vertrag bei Calgarys Kooperationspartner Abbotsford Heat. Nachdem eine erneute Verletzung eine erneut einjährige Auszeit bedeutete, beendete Bégin im Januar 2014 im Alter von 35 Jahren seine aktive Karriere.
Zur folgenden Spielzeit wurde der Kanadier von seinem Juniorenteam Foreurs de Val-d’Or als Assistenztrainer verpflichtet. Diesen Posten besetzte er für eine Spielzeit.

### International
Für sein Heimatland nahm Bégin an der U20-Junioren-Weltmeisterschaft 1998 in Finnland teil. Dabei fungierte er als Assistenzkapitän des Teams das am Turnierende den achten Platz belegte. Der Stürmer blieb in sieben Turniereinsätzen ohne Scorerpunkt.

## Erfolge und Auszeichnungen
- 1998 Coupe-du-Président-Gewinn mit den Foreurs de Val-d’Or
- 2001 Calder-Cup-Gewinn mit den Saint John Flames
- 2001 Jack A. Butterfield Trophy

## Karrierestatistik

### International
Vertrat Kanada bei:
- Junioren-Weltmeisterschaft 1998

(Legende zur Spielerstatistik: Sp oder GP = absolvierte Spiele; T oder G = erzielte Tore; V oder A = erzielte Assists; Pkt oder Pts = erzielte Scorerpunkte; SM oder PIM = erhaltene Strafminuten; +/− = Plus/Minus-Bilanz; PP = erzielte Überzahltore; SH = erzielte Unterzahltore; GW = erzielte Siegtore; 1 Play-downs/Relegation; Kursiv: Statistik nicht vollständig)